# Stenocrobylus
Stenocrobylus is een geslacht van rechtvleugeligen uit de familie veldsprinkhanen (Acrididae). De wetenschappelijke naam van dit geslacht is voor het eerst geldig gepubliceerd in 1869 door Gerstaecker.

## Soorten
Het geslacht Stenocrobylus omvat de volgende soorten:
- Stenocrobylus antennatus Bolívar, 1908
- Stenocrobylus carayoni Donskoff, 1986
- Stenocrobylus catantopoides Bruner, 1920
- Stenocrobylus cervinus Gerstaecker, 1869
- Stenocrobylus cinnabarinus Ramme, 1929
- Stenocrobylus crassus Miller, 1929
- Stenocrobylus diversicornis Uvarov, 1923
- Stenocrobylus femoratus Bolívar, 1902
- Stenocrobylus festivus Karsch, 1891
- Stenocrobylus junior Uvarov, 1953
- Stenocrobylus roseus Giglio-Tos, 1907
- Stenocrobylus somalus Baccetti, 1984